# ساجر
ساجر هي ثاني أكبر مدينة في محافظة الدوادمي من حيث عدد السكان. تقع ساجر غرب نفود السر في عالية نجد. وهي مقر مركز ساجر التابع لمحافظة الدوادمي في منطقة الرياض حسب التقسيم الإداري في السعودية. يسكن مدينة ساجر 14,858 نسمة وفق إحصائيات تعداد السعودية 2022. وتعتبر ساجر من هِجر الإخوان ومن مستوطنات قبيلة عتيبة. وأول من نزل هجرة ساجر من الإخوان هما الحناتيش وذوي صقر من الحفاة من طلحة من الروقة من قبيلة عتيبة.

## التأسيس والإمارة
تأسست ساجر عام 1332 هـ وأول أمرائها كان فيحان بن ناصر بن محيا عام 1332 هـ. ثم تولى بعده عقاب بن ضيف الله بن محيا سنة 1340 هـ، ثم بندر بن جعيلان عام 1345 هـ، عيد بن عبدالله بن قبلان في عام 1347هـ، ناصر بن جرمان بن محيا في جمادى الأولى سنة 1348هـ، وعُين عيد بن قبلان أميرا عليها عام 1361 هـ ثم تركي بن محيا عام 1369 هـ.

## الموقع الجغرافي
مدينة ساجر تتوسط إقليم السر الشهير في منطقة الرياض، وتشكل مدينة ساجر مع مدينتي شقراء والدوادمي المجاورتين رأس مثلث وتبعد عن مدينة الرياض 255 كم من الناحية الشمالية الغربية، ويربطها طريق الرياض - شقراء - القصيم.

## السكان
يبلغ عدد سكان مدينة ساجر 14,858 نسمة.

## الزراعة
تمتاز ساجر بعدة خصائص فريده حيث أنها مورد مياه قديم ومشهور في جزيرة العرب بعذوبته الفائقة، وكذلك تشتهر بإنتاج البطيخ العالي الجودة وهي من المراكز الرئيسية لتزويد المملكة بالمنتجات الزراعية وعلى وجه الخصوص القمح والأعلاف وأنواع التمور وكذلك البطاطس.

## التاريخ
قبل تأسيس ساجر كانت تعد مورد ماء قديم تجتمع فيه القبائل للمرعى، قال الشاعر الشماخ الغطفاني المتوفي عام 22 من الهجرة:
وأحمى عليها ابنا يزيد بن مسهر  ببطن المراض كل حسي وساجر
وقال البكري: ساجر بالراء المهملة موضع بين ديار غطفان وديار بني تميم، قال بن أحمر: فوارس سلي يوم سلي وساجر   إذا هرت الخيل الحديد المذريا
وبعد تأسيسها شارك أهاليها في معارك تأسيس المملكة منها ضم حائل سنة 1340هـ تحت قيادة فيحان بن محيا. وعند ضم الحجاز، قاد عقاب بن محيا لواء أهل ساجر سنة 1343 هـ. ولاحقا في بقية معارك التوحيد قادها الفارس زياد بن زياد بن ناشي من العبيات الأساعدة إلى جانب شقيقه نفال بن زايد.

## التنمية
بدأ دخول الكهرباء إلى ساجر في عام 1400 هـ في مشروع قامت به المؤسسه العامة للكهرباء بطاقة انتاجية تقدر 32 ألف كيلوواط عن طريق مد كهرباء القصيم المركزي إليها.